# یک مکان ساکت: روز نخست
یک مکان ساکت: روز نخست (انگلیسی: A Quiet Place: Day One) یک فیلم ترسناک آمریکایی محصول ۲۰۲۴ به کارگردانی مایکل سارنوسکی با فیلم‌نامه‌ای از جف نیکولز بر اساس داستانی از جان کرازینسکی است. این فیلم اسپین‌آف و سومین قسمت کلی این مجموعه سینمایی است و در ۲۸ ژوئن ۲۰۲۴ در ایالات متحده منتشر شد.

## بازیگران
- لوپیتا نیونگو
- جوزف کوئین
- الکس وولف
- جایمن هانسو
- دنی اوهر

## تولید
فیلمبرداری در ۲ ژانویه ۲۰۲۳ در لندن آغاز شد.